# Resolution 1761 der UN-Generalversammlung
Die Resolution 1761 der Generalversammlung der Vereinten Nationen wurde am 6. November 1962 verabschiedet. Sie wendete sich gegen die von der damaligen südafrikanischen Regierung betriebene rassistische Politik der Apartheid.

## Verurteilung der Apartheid
Die Resolution verurteilt die Apartheidspolitik als eine Verletzung der Pflichten Südafrikas, die sich aus der Charta der Vereinten Nationen ergeben, sowie als eine Bedrohung des internationalen Friedens und der internationalen Sicherheit.

## Aufruf zu einem freiwilligen Boykott
Zusätzlich fordert die Resolution die Mitgliedsstaaten zu einem Abbruch sämtlicher diplomatischen Beziehungen und zu einer Einstellung des Handels (Waffenexporte im Speziellen) auf. Außerdem werden die Unterzeichner aufgefordert, südafrikanischen Schiffen die Durchfahrt durch Hoheitsgewässer, sowie südafrikanischen Flugzeugen den Überflug zu verweigern.

## Gründung des UN Special Committee on Apartheid
Die Resolution begründet außerdem die Einrichtung eines Sonderkomitees der Vereinten Nationen, des United Nations Special Committee against Apartheid. Anfänglich wurde das Komitee von den westlichen Mitgliedsstaaten abgelehnt, da diese die Resolution in Hinblick auf den gegen Südafrika gerichteten wirtschaftlichen Boykott nicht teilten. Dennoch fand das Komitee zivilgesellschaftliche Verbündete im Westen, so etwa die britische und die bundesdeutsche Anti-Apartheidbewegung. Zunehmend konnte dadurch auch ein Bewusstsein auf der politischen Ebene für die Notwendigkeit ökonomischer Sanktionen erreicht werden.